# Remetea Chioarului, Maramureș
Remetea Chioarului este satul de reședință al comunei cu același nume din județul Maramureș, Transilvania, România. Se află în partea sud-vestică a județului, la 18 km distanță de municipiul Baia Mare.

## Etimologie
Etimologia numelui localității: din Remetea (< magh. remete „pustnic, sihastru, călugăr”) + determinantul Chioar (din magh. Kövár  „Cetatea de Piatră" < magh. kő „piatră" + magh. vár „cetate"). 

## Istoric
Prima atestare documentară: 1566 (Remethe). 
În această zonă s-a aflat Cetatea Chioarului, construită în secolul al XIII-lea, ca cetate de pază. Ea a aparținut multă vreme voievozilor din Maramureș iar în 1718 a fost demantelată.
Centrul politic și militar al domeniului Chioar, cetatea de piatră a fost ridicată în secolul al XIII-lea (atestată documentar în 1319) pe un câmp izolat, într-o cotiturăra râului Lapus: "Cetatea este situată la peste 400 m altitudine, pe șeaua unui deal înconjurat de apa Lapusului, care realizează la poale un defileu între stânci" (Viorica Ursu, Traian Ursu, 1980). 
În anul 1378, cetatea a fost donată voievozilor Balc, Drag și fratelui lor Ioan, urmașii voievozilor Dragoș din Maramureș, care au păstrat-o până la stingerea ultimului reprezentant al familiei (1555). 
Dintr-un document din 1556 rezulta ca domeniul Chioarului cuprindea 67 de localități. 
Intre 1599 si 1600, cetatea si domeniul s-au predat armatei lui Mihai Viteazul. La acea data Chioarul a devenit district - parte a unui comitat, cu o anume autonomie.  
Dupa 1662, Mihai Teleki este numit in functia de capitan al Cetatii Chioar, ulterior familia extinzandu-si influenta asupra intregului tinut. Spre sfarsitul secolului, rascoala lui Rákoczi matura Transilvania, iar chiorenii profita de ocazie si se ridica impotriva lui Teleki. Dupa Pacea de la Satu Mare (1711), "autoritatile nobiliare austriece hotarasc daramarea Cetatii Chioar, pentru a se evita regruparea aici a fortelor antihabsburgice", fiind dărâmată cu tunurile în 1718.

## Lăcașuri de cult
Biserica din lemn greco-catolică "Sfinții Arhangheli", construită la 1800, este una dintre cele mai desăvârșite realizări de arhitectură în rândul bisericilor maramureșene din lemn. De plan dreptunghiular, cu absida decrosata, ea are un monumental turn-clopotnita si un foarte frumos pridvor cu arcade din bârne cioplite. Biserica a fost declarată monument prin Legea nr.5/2000 privind aprobarea planului de amenajare a teritoriului național.

## Manifestări tradiționale locale
- Balul strugurilor (obicei tradițional maghiar ce se desfășoară în luna octombrie, la culesul strugurilor).

## Monumente istorice
- Casa Maria Pop (1875);
- Biserica de lemn „Sf. Arhangheli Mihail și Gavril” (sec. XVIII);
- Clopotnița de lemn (sec. XVIII);
- Capelă (sec. XVIII).

## Imagini

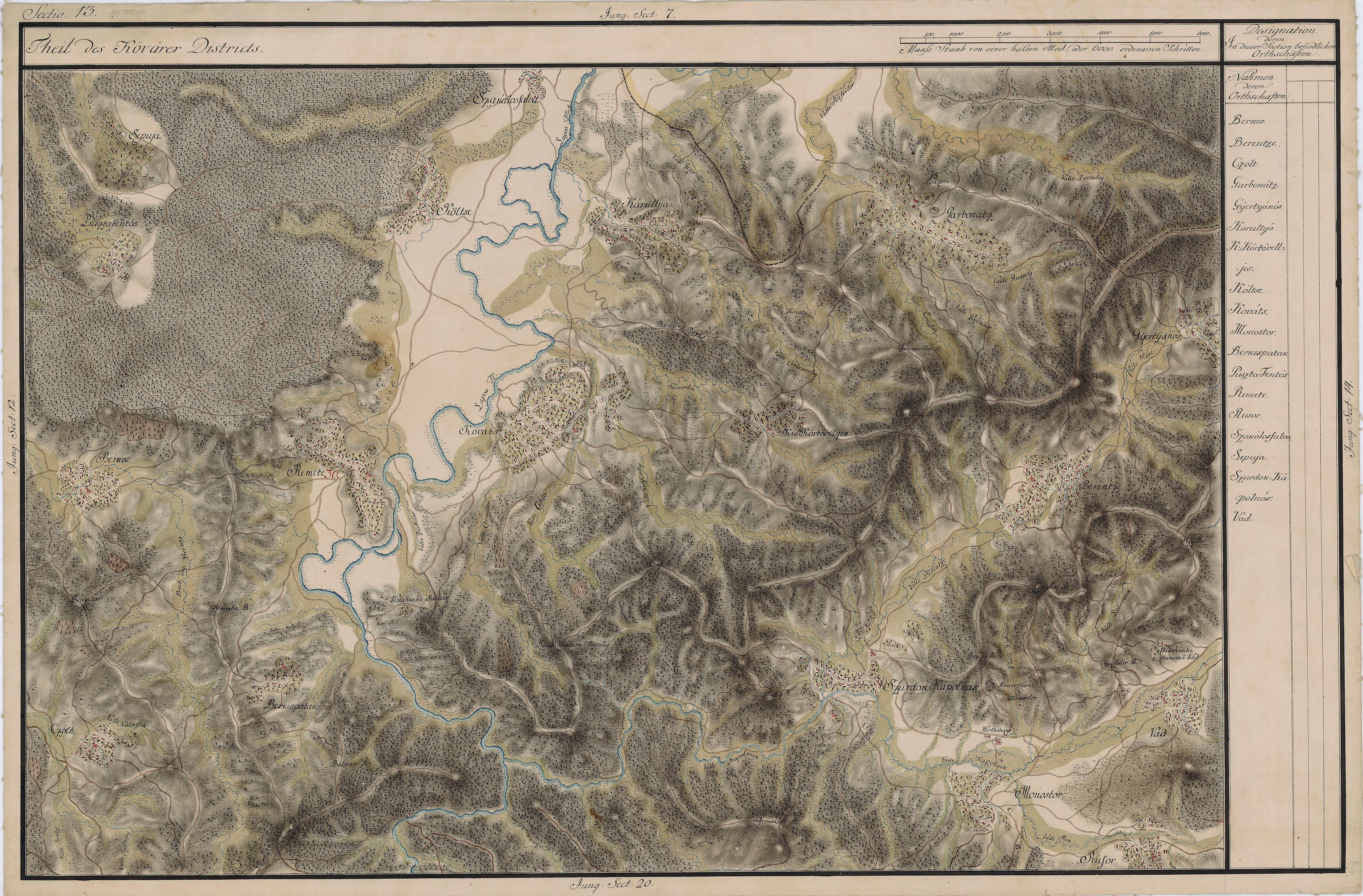
Remetea Chioarului pe Harta Iosephină a Transylvaniei
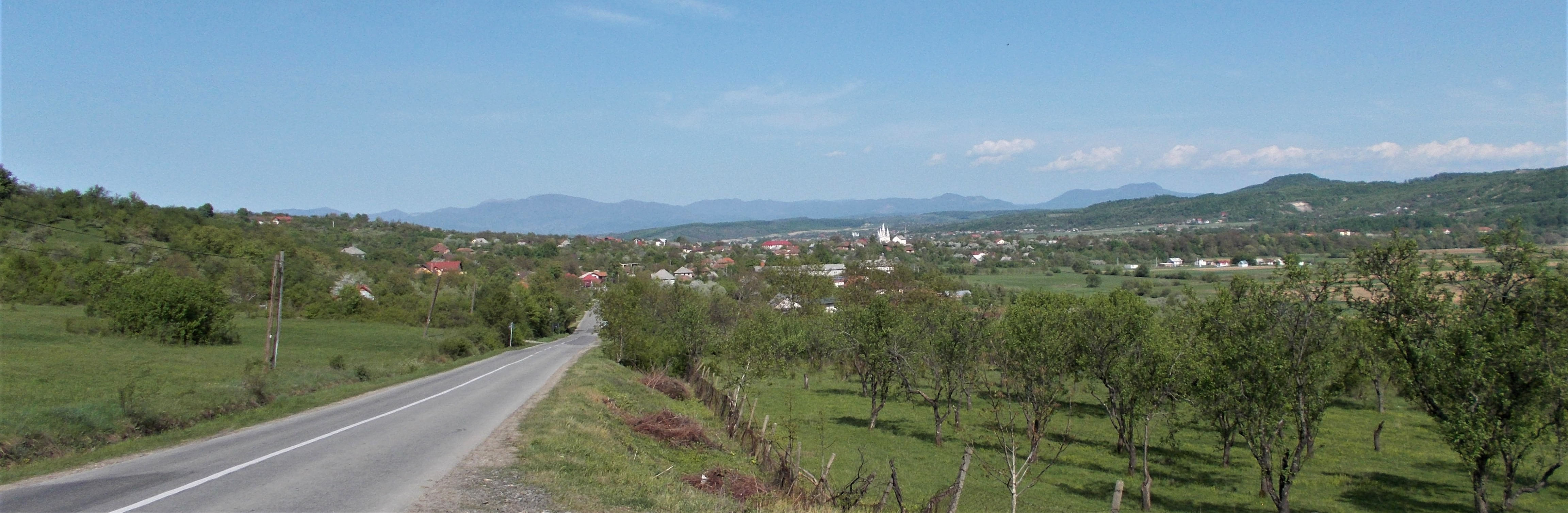
Remetea Chioarului
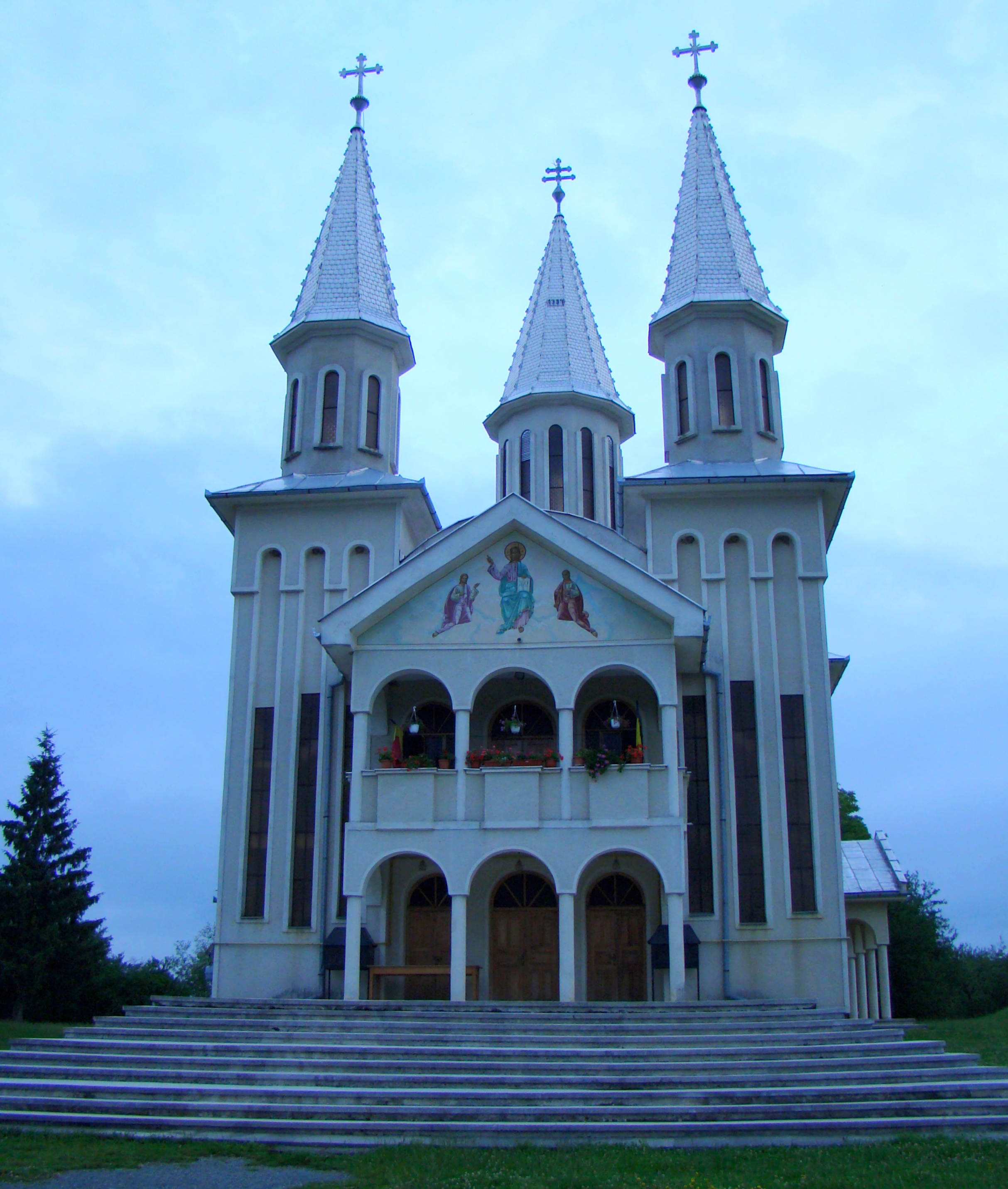
Biserica „Înălțarea Domnului”